# Dervish Hima
Dervish Hima, születési nevén Ibrahim Mehmet Naxhi Spahiu (nevének ejtése dɛɾviʃ hima; Sztruga, 1873 – Tirana, 1928. április 13. vagy május 21.) albán politikus, publicista. Az albán nemzeti mozgalom jeles alakja, az 1890-es évektől az Oszmán Birodalomtól független, teljes állami önállóságot élvező Albánia szószólója.

## Életútja
Az Ohridi-tó partján fekvő Sztrugában született. Középiskolai tanulmányait a közeli Manasztirban (ma Bitola) kezdte meg, majd Szalonikiben fejezte be. Ezt követően Konstantinápolyban megkezdte orvosi tanulmányait, de végül csak két évet végzett el.
1895-ben csatlakozott az albán nemzeti mozgalomhoz, és a következő szűk két évtizedben országról országra, vidékről vidékre járva beszédekkel, újságcikkekkel, pamfletekkel harcolt az albánok önrendelkezési ügyéért. Az Oszmán Birodalmon belüli politikai-kulturális autonómiáért küzdő eszmetársaitól eltérően az albán függetlenség ügyében nem volt megengedő, radikálisnak számító nézeteket vallott az albán nemzet kompromisszumok nélküli politikai függetlenségéről és az oszmán fennhatóság ellen teljes fronton vívott harcról. Az oszmán hatóságok hamar felfigyeltek tevékenységére, és több ízben letartóztatták.
Hima 1898-ban Bukarestben adta ki első lapját Pavarësia e Shqipërisë (’Albánia Függetlensége’) címen, amelyben albán, francia és román nyelvű cikkekben propagálta nézeteit. Jelenléte idővel kényelmetlenné vált a román kormány számára is, így 1899 októberében kiutasították az országból. Hima Olaszországba, Rómába utazott, ahol Mehmet Frashërit segítette Zën’i Shqipënisë (’Albánia Hangja’) című, albán–francia nyelvű kéthetilapja szerkesztésében. 1903-ban Genfben telepedett le, ahol L’Albanie (’Albánia’) címen megalapította kétheti lapját. 1905-től 1906-ig Brüsszelben élt, ott szerkesztette és adta ki folyóiratát, ekkor már havilapként. Ezzel párhuzamosan a századfordulótól Ibrahim Temóval együttműködve a Balkán nyugati vidékein, főként albán lakta területeken járva terjesztette az albán nemzetállam eszméjét (Temo ugyanakkor a kelet-balkáni albán emigráció körében végzett hasonló tevékenységet).
Az 1908. júliusi konstantinápolyi ifjútörök forradalmat követően Hima hazatért albán földre. 1908 szeptemberében egy szkutari (ma Shkodra) gyűlésen túlfűtött beszédet tartott, amelyben az oszmán hatalom minden formája, így az ifjútörök kormányzat és politikája ellen is lázította hallgatóságát. 1908 novemberében még részt vett az egységes albán ábécé kérdésében döntő manasztiri kongresszus munkájában, ezt követően azonban az oszmán hatóságok letartóztatták, nyolc hónapra börtönbe került. A börtönben írta meg török nyelvű pamfletjét, amelyben a szabadságszerető albán ifjúsághoz fordult és harcra ösztönözte őket. Kiszabadulását követően a konstantinápolyi kormányzat hogy egyszer és mindenkorra leszerelje Himát, felajánlotta neki a választást: Tbiliszi török főkonzulja vagy Kasztamonu válija lenne inkább. Hima visszautasította az ajánlatot.
A birodalmi fővárosban maradt, és 1909 februárjában eszmetársaival, Ibrahim Temóval és Abdullah Cevdettel megalapították az Oszmán Demokrata Pártot, amely többek között az állampolgárok egyenjogúságát, a szegénység elleni küzdelmet és a nemzetiség anyanyelvi oktatását vette fel politikai programpontjai közé. 1910 és 1912 között a konstantinápolyi parlament legtöbb albán nemzetiségű képviselője csatlakozott pártjukhoz, jóllehet, számottevő politikai erővé nem váltak. 1909 decemberében Hima és Hilë Mosi megalapították albán–török kétnyelvű folyóiratukat Shqipëtari – Arnavud (’Az Albán’) címen. Elveihez hűen az ebben az időszakban írt cikkeinek, publicisztikáinak is Albánia teljes függetlensége, az albán nemzettudat megerősítése, az albánok lakta területek kulturális, oktatási és gazdasági felvirágoztatása volt a fő eszmei vezérfonala volt. Lapjukat a hatóságok 1910-ben megszüntették.

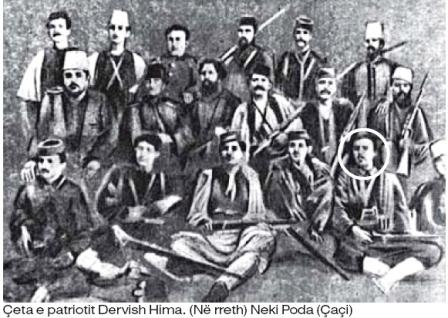
Hima gerillaosztaga

Részt vett az 1912-es albán felkelésben, Manasztir és Ohrid környékén harcolt egy gerillaosztag parancsnokaként. Az Albánia függetlenségét kikiáltó vlorai nemzetgyűlést követően Albánia nemzetközi elismertetésének egyik vezérszónoka volt a trieszti albán kongresszuson, de egyebekben szembehelyezkedett az első albán kormány vezetője, Ismail Qemali politikájával. Az első világháború éveit eleinte Bécsben töltötte, 1916 tavaszán Szófiában tartózkodott. Támogatta a központi hatalmak politikai és katonai céljait. Az Észak-Albániát 1916 januárjában megszálló Osztrák–Magyar Monarchia hatóságai 1917 őszén Himát nevezték ki a tiranai körzet tanfelügyelőjévé. 1920-ban őt tették meg az Amet Zogolli belügyminiszter felügyelete alatt megalapított albán hírügynökség első elnökének.